# Liste des plus grands musées d'art du monde
 (octobre 2023).
Améliorez-le ou discutez des points à vérifier. 
Cette liste des plus grands musées d'art du monde procède à un classement des musées d'art et autres musées contenant principalement des œuvres d'art en fonction de la surface totale d'exposition.

## Méthode
Seule la surface d'exposition du musée est prise en compte, à ne pas confondre avec l'espace intérieur au bâtiment (généralement trois fois plus grand).
Les musées doivent être composés principalement d'œuvres d'art, c'est-à-dire d'objet représentant une importante dimension esthétique (ainsi les musées d'histoire naturelle, d'histoire sociale, de sciences et de techniques sont exclus de la liste, ainsi que les palais où la dimension historique et architecturale prime sur la collection d'œuvres).
Les musées réunis au sein d'une institution plus grande ne peuvent pas être considérés comme une seule entité s'ils ne sont pas au même endroit.
Afin d'établir cette liste, il est considéré que les grands musées sont ceux avec plus de 8 000 m2 d'espaces d'expositions.

## Plus grands musées d'art du monde
| Musées d'art | Musées d'art | Musées d'art                                          | Musées d'art                       | Musées d'art        | Musées d'art                                                    | Musées d'art      |
| Rang         | Bâtiment     | Nom                                                   | Ville                              | Pays                | Surface de galeries en m2                                       | Année de création |
| ------------ | ------------ | ----------------------------------------------------- | ---------------------------------- | ------------------- | --------------------------------------------------------------- | ----------------- |
| 1            |              | Musée du Louvre                                       | Paris                              | France              | 72 735                                                          | 1793              |
| 2            |              | Musée de l'Ermitage                                   | Saint-Pétersbourg                  | Russie              | 66 000                                                          | 1764              |
| 3            |              | Musée national de Chine                               | Pékin                              | Chine               | 65 000                                                          | 1959              |
| 4            |              | Metropolitan Museum of Art                            | New York                           | États-Unis          | 58 820                                                          | 1870              |
| 5            |              | Musées du Vatican                                     | Cité du Vatican (Rome)             | Vatican             | 43 000                                                          | 1506              |
| 6            |              | Musée national de Tokyo                               | Tokyo                              | Japon               | 38 000,                                                         | 1872              |
| 7            |              | Musée royal de l'Ontario                              | Toronto                            | Canada              | 36 000                                                          | 1912              |
| 8            |              | Musée national d'anthropologie de Mexico              | Mexico                             | Mexique             | 33 000                                                          | 1964              |
| 9            |              | Victoria and Albert Museum                            | Londres                            | Royaume-Uni         | 30 658,                                                         | 1852              |
| 10           |              | Musée national de Corée                               | Séoul                              | Corée du Sud        | 27 090                                                          | 1909              |
| 11           |              | Art Institute of Chicago                              | Chicago                            | États-Unis          | 26 000,                                                         | 1879              |
| 12           |              | Musée de Nankin                                       | Nankin                             | Chine               | 26 000                                                          | 1933              |
| 13           |              | British Museum                                        | Londres                            | Royaume-Uni         | 25 700                                                          | 1753              |
| 14           |              | National Gallery of Art                               | Washington                         | États-Unis          | 25 200                                                          | 1937              |
| 15           |              | Musée d'Art contemporain du Massachusetts             | North Adams (Massachusetts)        | États-Unis          | 23 225                                                          | 1999              |
| 16           |              | Musée Art et Histoire                                 | Bruxelles                          | Belgique            | 22 000                                                          | 1835              |
| 17           |              | Musée des Trois Gorges                                | Chongqing                          | Chine               | 20 858                                                          | 2005              |
| 18           |              | Musée des Beaux-Arts de Boston                        | Boston                             | États-Unis          | 20 500                                                          | 1870              |
| 19           |              | Musée d'Art de Shandong (en)                          | Jinan                              | Chine               | 19 700                                                          | 1977              |
| 20           |              | Musée d'Israël                                        | Jérusalem                          | Israël              | 18 500                                                          | 1965              |
| 21           |              | Galerie nationale de Singapour                        | Singapour                          | Singapour           | 18 000                                                          | 2015              |
| 22           |              | Minneapolis Institute of Art                          | Minneapolis                        | États-Unis          | 17 500                                                          | 1883              |
| 23           |              | Biennale de Venise                                    | Venise                             | Italie              | 17 000                                                          | 1895              |
| 24           |              | Musée national d'Art moderne                          | Paris                              | France              | 17 000                                                          | 1947              |
| 25           |              | Musée d'Orsay                                         | Paris                              | France              | 16 853                                                          | 1986              |
| 26           |              | Musée d'Art Ōtsuka                                    | Naruto                             | Japon               | 16 000                                                          | 1998              |
| 27           |              | Musée d'Art moderne de San Francisco                  | San Francisco                      | États-Unis          | 15 800                                                          | 1935              |
| 28           |              | Musée du Prado                                        | Madrid                             | Espagne             | 15 400                                                          | 1819              |
| 29           |              | Musée d'Art de Philadelphie                           | Philadelphie                       | États-Unis          | 15 200                                                          | 1876              |
| 30           |              | Musée d'Art de Denver                                 | Denver                             | États-Unis          | 15 000                                                          | 1918              |
| 31           |              | Musée égyptien du Caire                               | Le Caire                           | Égypte              | 15 000                                                          | 1902              |
| 32           |              | Musée de Capodimonte                                  | Naples                             | Italie              | 15 000                                                          | 1757              |
| 33           |              | Biennale de São Paulo                                 | São Paulo                          | Brésil              | 15 000                                                          | 1951              |
| 34           |              | Dia:Beacon                                            | Beacon                             | États-Unis          | 14 900                                                          | 2003              |
| 35           |              | Musée d'Art de Dallas                                 | Dallas                             | États-Unis          | 14 800                                                          | 1903              |
| 36           |              | Musée national centre d'art Reina Sofía               | Madrid                             | Espagne             | 14 756                                                          | 1992              |
| 37           |              | Musée national d'art contemporain (Corée du Sud)      | Gwacheon                           | Corée du Sud        | 14 144                                                          | 1969              |
| 38           |              | Detroit Institute of Arts                             | Détroit (Michigan)                 | États-Unis          | 14 000                                                          | 1885              |
| 39           |              | Musée d'Histoire de l'art de Vienne                   | Vienne                             | Autriche            | 14 000                                                          | 1891              |
| 40           |              | Centre national des Arts de Tokyo                     | Tokyo                              | Japon               | 14 000                                                          | 2007              |
| 41           |              | Musée national des beaux-arts de Taïwan               | Taichung                           | Taïwan              | 13 600                                                          | 1988              |
| 42           |              | Galerie nationale de Prague                           | Prague                             | République Tchèque  | 13 500                                                          | 1796              |
| 43           |              | Musée d'Art d'Indianapolis                            | Indianapolis                       | États-Unis          | 13 300                                                          | 1883              |
| 44           |              | Bayerisches Nationalmuseum                            | Munich                             | Allemagne           | 13 000                                                          | 1855              |
| 45           |              | Brooklyn Museum                                       | New York                           | États-Unis          | 13 000                                                          | 1895              |
| 46           |              | Musée de la capitale                                  | Pékin                              | Chine               | 13 000                                                          | 1981              |
| 47           |              | Musée des beaux-arts de Montréal                      | Montréal                           | Canada              | 13 000                                                          | 1860              |
| 48           |              | National Gallery                                      | Londres                            | Royaume-Uni         | 13 000                                                          | 1824              |
| 49           |              | National Gallery of Victoria                          | Melbourne                          | Australie           | 13 000                                                          | 1861              |
| 50           |              | Palais de Tokyo                                       | Paris                              | France              | 13 000                                                          | 2001              |
| 51           |              | Musée Salar Jung                                      | Hyderabad                          | Inde                | 13 000                                                          | 1855              |
| 52           |              | Musée des Beaux-Arts de Virginie                      | Richmond (Virginie)                | États-Unis          | 12 500                                                          | 1934              |
| 53           |              | Tate Modern                                           | Londres                            | Royaume-Uni         | 12 427                                                          | 2000              |
| 54           |              | Cleveland Museum of Art                               | Cleveland                          | États-Unis          | 12 400                                                          | 1913              |
| 55           |              | Musée des beaux-arts du Canada                        | Ottawa                             | Canada              | 12 400                                                          | 1880              |
| 56           |              | Kunsthalle de Hambourg                                | Hambourg                           | Allemagne           | 12 000                                                          | 1869              |
| 57           |              | Musée Boijmans Van Beuningen                          | Rotterdam                          | Pays-Bas            | 12 000                                                          | 1849              |
| 58           |              | Musée des Beaux-Arts de Houston                       | Houston                            | États-Unis          | 12 000                                                          | 1900              |
| 59           |              | National Gallery of Modern Art                        | New Delhi                          | Inde                | 12 000                                                          | 1954              |
| 60           |              | Palais des Beaux-Arts de Lille                        | Lille                              | France              | 12 000                                                          | 1809              |
| 61           |              | Pinakothek der Moderne                                | Munich                             | Allemagne           | 12 000                                                          | 2002              |
| 62           |              | Rijksmuseum Amsterdam                                 | Amsterdam                          | Pays-Bas            | 12 000                                                          | 1800              |
| 63           |              | Galerie Tretiakov                                     | Moscou                             | Russie              | 12 000                                                          | 1985              |
| 64           |              | Milwaukee Art Museum                                  | Milwaukee                          | États-Unis          | 11 900                                                          | 1882              |
| 65           |              | Musée d'Art contemporain de Taipei                    | Taipei                             | Taïwan              | 11 700                                                          | 1983              |
| 66           |              | Museum of Modern Art                                  | New York                           | États-Unis          | 11 600                                                          | 1929              |
| 67           |              | Musée des beaux-arts de l'Ontario                     | Toronto                            | Canada              | 11 500                                                          | 1900              |
| 68           |              | Galerie d'art de Nouvelle-Galles du Sud               | Sydney                             | Australie           | 11 000                                                          | 1874              |
| 69           |              | Musées du Capitole                                    | Rome                               | Italie              | 11 000                                                          | 1734              |
| 70           |              | Fondation Prada                                       | Milan                              | Italie              | 11 000                                                          | 1993              |
| 71           |              | Musée Guggenheim (Bilbao)                             | Bilbao                             | Espagne             | 11 000                                                          | 1997              |
| 72           |              | Musée d'Art du comté de Los Angeles                   | Los Angeles                        | États-Unis          | 11 000                                                          | 1910              |
| 73           |              | Musée d'Art contemporain de l'université de São Paulo | São Paulo                          | Brésil              | 11 000                                                          | 1963              |
| 74           |              | Musée de Pergame                                      | Berlin                             | Allemagne           | 11 000                                                          | 1910              |
| 75           |              | Musée de l'histoire du Shaanxi                        | Xi'an                              | Chine               | 11 000                                                          | 1991              |
| 76           |              | HangarBicocca                                         | Milan                              | Italie              | 10 900                                                          | 2012              |
| 77           |              | Musée national d'Art de Catalogne                     | Barcelone                          | Espagne             | 10 500                                                          | 1934              |
| 78           |              | Musée du Tibet (Lhassa)                               | Lhassa                             | Chine               | 10 500                                                          | 1999              |
| 79           |              | Portland Art Museum                                   | Portland (Oregon)                  | États-Unis          | 10 400                                                          | 1892              |
| 80           |              | Musée des Beaux-Arts de Budapest                      | Budapest                           | Hongrie             | 10 300                                                          | 1906              |
| 81           |              | Carnegie Museum of Art                                | Pittsburgh                         | États-Unis          | 10 000                                                          | 1896              |
| 82           |              | Gare de Hambourg (Berlin)                             | Berlin                             | Allemagne           | 10 000                                                          | 1996              |
| 83           |              | Kunstmuseum (Bâle)                                    | Bâle                               | Suisse              | 10 000                                                          | 1936              |
| 84           |              | MAXXI - Musée national des Arts du XXIe siècle        | Rome                               | Italie              | 10 000                                                          | 2010              |
| 85           |              | Musée égyptologique de Turin                          | Turin                              | Italie              | 10 000                                                          | 1824              |
| 86           |              | Museum Kunstpalast                                    | Düsseldorf                         | Allemagne           | 10 000                                                          | 1913              |
| 87           |              | Musée national d'art contemporain (Corée du Sud)      | Séoul                              | Corée du Sud        | 10 000                                                          | 2013              |
| 88           |              | Musée national de Poznań                              | Poznań                             | Pologne             | 10 000                                                          | 1857              |
| 89           |              | Musée russe                                           | Saint-Pétersbourg                  | Russie              | 10 000                                                          | 1895              |
| 90           |              | Musée d'Art de Saint-Louis                            | Saint-Louis (Missouri)             | États-Unis          | 10 000                                                          | 1881              |
| 91           |              | Musée du Château des Sforza                           | Milan                              | Italie              | 10 000                                                          | 1896              |
| 92           |              | Musée d'Art de Tel Aviv                               | Tel Aviv                           | Israël              | 10 000                                                          | 1932              |
| 93           |              | Musée national du Palais                              | Taipei                             | Taïwan              | 9 613                                                           | 1925              |
| 94           |              | Musée archéologique national de Madrid                | Madrid                             | Espagne             | 9 300                                                           | 1867              |
| 95           |              | Musée Fabre                                           | Montpellier                        | France              | 9 300                                                           | 1828              |
| 96           |              | Musée national du Bardo (Tunisie)                     | Tunis                              | Tunisie             | 9 000                                                           | 1888              |
| 97           |              | Cité de l'architecture et du patrimoine               | Paris                              | France              | 9 000                                                           | 1879              |
| 98           |              | Musée national (New Delhi)                            | New Delhi                          | Inde                | 9 000                                                           | 1809              |
| 99           |              | Galerie nationale d'Oslo                              | Oslo                               | Norvège             | 9 000                                                           | 1842              |
| 100          |              | Biennale de Shanghai                                  | Shanghai                           | Chine               | 9 000                                                           | 2012              |
| 101          |              | Smithsonian American Art Museum                       | Washington (district de Columbia)  | États-Unis          | 8 800                                                           | 1829              |
| 102          |              | Musée du quai Branly                                  | Paris                              | France              | 8 750                                                           | 2006              |
| 103          |              | Musée provincial du Liaoning                          | Shenyang                           | Chine               | 8 500                                                           | 1949              |
| 104          |              | Gallerie di Piazza Scala                              | Milan                              | Italie              | 8 300                                                           | 2011              |
| 105          |              | Musée d'Art national de Chine                         | Pékin                              | Chine               | 8 300                                                           | 1958              |
| 106          |              | Galerie des Offices                                   | Florence                           | Italie              | 8 000 mètres carrés (86 111,2832 pieds carrés)[réf. nécessaire] | 1581              |
| 107          |              | Galerie nationale d'Art moderne et contemporain       | Rome                               | Italie              | 8 000                                                           | 1883              |
| 108          |              | Gemäldegalerie (Berlin)                               | Berlin                             | Allemagne           | 8 000                                                           | 1830              |
| 109          |              | Louvre Abou Dabi                                      | Abou Dabi (ville)                  | Émirats arabes unis | 8 000                                                           | 2017              |
| 110          |              | Musée Ludwig                                          | Cologne                            | Allemagne           | 8 000                                                           | 1976              |
| 111          |              | Musée national archéologique d'Athènes                | Athènes                            | Grèce               | 8 000                                                           | 1866              |
| 112          |              | Neues Museum                                          | Berlin                             | Allemagne           | 8 000                                                           | 1855              |
| 113          |              | Petit Palais                                          | Paris                              | France              | 8 000                                                           | 1902              |
| 114          |              | Musée des Beaux-Arts Pouchkine                        | Moscou                             | Russie              | 8 000                                                           | 1898              |
| 115          |              | Stedelijk Museum Amsterdam                            | Amsterdam                          | Pays-Bas            | 8 000                                                           | 1874              |
| 116          |              | Musée Thyssen-Bornemisza                              | Madrid                             | Espagne             | 8 000                                                           | 1992              |
| 117          |              | Musée d'Art de Toledo                                 | Toledo (Ohio)                      | États-Unis          | 8 000                                                           | 1901              |
| 118          |              | Galerie Tretiakov                                     | Moscou                             | Russie              | 8 000                                                           | 1856              |
| 119          |              | Sprengel Museum                                       | Hanovre                            | Allemagne           | 8 000                                                           | 1979              |
| 120          |              | San Francisco De Young Museum                         | San Francisco                      | États-Unis          | 7 900                                                           | 1895              |
| 121          |              | Musée d'art Nelson-Atkins                             | Zone métropolitaine de Kansas City | États-Unis          | 7 900                                                           | 1933              |

## Grands musées dont les chiffres sont inconnus ou peu fiables
- Musée des arts de Chine de Shanghai, en Chine[98]
- Giardini (Biennale) dans Venise, Italie[99]
- Galerie nationale du Danemark à Copenhague, Danemark[réf. nécessaire]
- Musée national d'Art de Roumanie à Bucarest, en Roumanie[100],[101],[102]
- Musée national d'Iran à Téhéran, en Iran[note 6]